# 4-я дивизия (Канада)
4-я дивизия — тактическое соединение Канадской армии. Дивизия была впервые создана как формирование Канадского корпуса во время Первой мировой войны. Во время Второй мировой войны дивизия была восстановлена как 4-я пехотная дивизия в 1941 году, а затем преобразована в бронетанковую и переименована в 4-ю бронетанковую дивизию. Начиная с 1916 года дивизия приняла отличительную нашивку зелёного цвета в качестве своей эмблемы. В 2013 году было объявлено, что Центральный округ сухопутных войск (Land Force Central Area) будет переименован в 4-ю дивизию. В настоящее время он отвечает за операции Канадской армии в канадской провинции Онтарио и имеет штаб-квартиру в Денисоновском арсенале в Торонто.

## Состав

### 1944—1945 гг.
- 4-я бронетанковая бригада (4th Canadian Armoured Brigade)
  - 21-й бронетанковый полк (Пехотный гвардейский полк генерал-губернатора) (21st Armoured Regiment (The Governor General’s Foot Guards))
  - 22-й бронетанковый полк (Канадский гренадерский гвардейский) (22nd Armoured Regiment (The Canadian Grenadier Guards))
  - 28-й бронетанковый полк (Британскоколумбийский полк (собственный герцога Коннахта) (28th Armoured Regiment (The British Columbia Regiment (Duke of Connaught’s Own)))
  - Верхнеозёрный полк (моторизованный) (The Lake Superior Regiment (Motor))
- 10-я пехотная бригада (10th Canadian Infantry Brigade)
  - 10-я отдельная пулемётная рота (10th Independent Machine Gun Company (The New Brunswick Rangers))
  - Линкольнский и уэлландский полк (The Lincoln and Welland Regiment)
  - Алконкинский полк (The Algonquin Regiment)
  - Аргайл-сатерлендский хайлендский полк Канады (принцессы Луизы) (The Argyll and Sutherland Highlanders of Canada (Princess Louise’s))
  - Штабной взвод 10-й пехотной бригады (10 Canadian Infantry Brigade Ground Defence Platoon (Lorne Scots))
- Остальные подразделения
  - 29-й механизированный разведывательный полк (Южноальбертский полк) (29th Armoured Reconnaissance Regiment (The South Alberta Regiment))
  - Эскадрон D 25-го полка материального обеспечения (Эльгинский полк) («D» Squadron, 25th Armoured Delivery Regiment (The Elgin Regiment), Canadian Armoured Corps)
  - 15-й полевой артиллерийский полк (15th Field Regiment, RCA)
  - 23-й полевой артиллерийский полк (23rd Field Regiment, RCA)
  - 5-й противотанковый артиллерийский полк (5th Anti-tank Regiment, RCA)
  - 8-й зенитный артиллерийский полк (8th Light Anti-aircraft Regiment, RCA)
  - Инженеры 4-й дивизии (4th Canadian Armoured Division Engineers)
    - 8-й полевой эскадрон (8th Field Squadron, RCE)
    - 9-й полевой эскадрон (9th Field Squadron, RCE)
    - 6-й полевой парковый эскадрон (6th Field Park Squadron, RCE)
    - Мостовая рота 4-й дивизии (4th Canadian Armoured Division Bridge Troop, RCE)
    - 46-й лёгкий ремонтный отряд (No. 46 Light Aid Detachment, RCEME)

  - Подразделение связи 4-й дивизии (4th Canadian Armoured Divisional Signals, R.C. Sigs)
  - 4-й штабной взвод (No. 4 Defence and Employment Platoon (Lorne Scots))
  - 12-я лёгкая скорая помощь (12 Light Field Ambulance, RCAMC)
  - 8-я рота военной полиции (No. 8 Provost Company, Canadian Provost Corps)

### 2020 год
| 2-я механизированная бригада                       | 2-я механизированная бригада | 2-я механизированная бригада |
| Подразделение                                      | Род войск                    | Петавава                     |
| -------------------------------------------------- | ---------------------------- | ---------------------------- |
| Штаб и батальон связи                              |                              | Петавава                     |
| Королевский канадский драгунский полк              | Бронетанковые войска         | Петавава                     |
| 1-й батальон Королевского канадского полка         | Механизированная пехота      | Петавава                     |
| 2-й батальон Королевского канадского полка         | Механизированная пехота      | Гейджтаун                    |
| 3-й батальон Королевского канадского полка         | Лёгкая пехота                | Петавава                     |
| 2-й королевский канадский конноартиллерийский полк |                              | Петавава                     |
| 2-й инженерный полк                                |                              | Петавава                     |
| 2-й батальон обслуживания                          |                              | Петавава                     |

| 31-я канадская резервная бригада                                   | 31-я канадская резервная бригада | 31-я канадская резервная бригада        |
| ------------------------------------------------------------------ | -------------------------------- | --------------------------------------- |
| Штаб бригады                                                       |                                  | Лондон и Сарния                         |
| 1-й гусарский полк основного резерва                               | Механизированная разведка        | Лондон                                  |
| Уинсорский полк                                                    | Разведка                         | Уинсор                                  |
| 4-й батальон Королевского канадского полка                         | Лёгкая пехота                    | Лондон и Стратфорд                      |
| Аргайл-сатерлендский хайлендский полк Канады                       | Лёгкая пехота                    | Гамильтон                               |
| Эссекско-кентский шотландский полк                                 | Лёгкая пехота                    | Уинсор и Четем-Кент                     |
| Королевский гамильтонский лёгкий пехотный полк (Уэнтвортский полк) | Лёгкая пехота                    | Гамильтон                               |
| Королевский хайлендский фузилёрный полк Канады                     | Лёгкая пехота                    | Кеймбридж и Китченер                    |
| Грейско-cимкойский егерский полк                                   | Лёгкая пехота                    | Оуэн-Саунд и Барри                      |
| 11-й артиллерийский полк                                           | Артиллерия                       | Гуэлф и Гамильтон                       |
| 49-й артиллерийский полк                                           | Артиллерия                       |                                         |
| 31-й инженерный полк                                               | Инженерные войска                | Уотерлу и Сент-Томас                    |
| 31-й полк связи                                                    | Войска связи                     | Гамильтон                               |
| 31-й полк тылового обеспечения                                     | Тыловое обеспечение              | Лондон, Гамильтон, Уинсор, Су-Сент-Мари |

| 32-я канадская резервная бригада            | 32-я канадская резервная бригада | 32-я канадская резервная бригада |
| ------------------------------------------- | -------------------------------- | -------------------------------- |
| Штаб бригады                                |                                  | Торонто                          |
| Конный гвардейский полк генерал-губернатора | Механизированная разведка        | Торонто                          |
| Её Величества йоркский рейнджерский полк    | Механизированная разведка        | Торонто и Орора                  |
| 48-й канадский хайлендский полк             | Лёгкая пехота                    | Торонто                          |
| Лорнейский шотландский полк                 | Лёгкая пехота                    | Брамптон, Оквилл, Джорджтаун     |
| Её Величества стрелковый полк Канады        | Лёгкая пехота                    | Торонто                          |
| Королевский полк Канады                     | Лёгкая пехота                    | Торонто                          |
| Торонтский шотландский полк                 | Лёгкая пехота                    | Торонто и Миссиссауга            |
| Линкольнский и уэлландский полк             | Лёгкая пехота                    | Сент-Катаринс и Уэлланд          |
| 7-й торонтский полк                         | Артиллерия                       | Торонто                          |
| 56-й артиллерийский полк                    | Артиллерия                       | Торонто                          |
| 32-й инженерный полк                        | Инженерные войска                | Торонто                          |
| 32-й полк связи                             | Войска связи                     | Торонто                          |
| 32-й полк тылового обеспечения              | Тыловое обеспечение              | Торонто                          |

| 33-я канадская резервная бригада                      | 33-я канадская резервная бригада | 33-я канадская резервная бригада |
| ----------------------------------------------------- | -------------------------------- | -------------------------------- |
| Штаб                                                  |                                  | Оттава                           |
| Онтарийский полк                                      | Войсковая разведка               | Ошава                            |
| Броквилльский стрелковый полк                         | Лёгкая пехота                    | Броквилл                         |
| Гвардейская пехота генерал-губернатора                | Лёгкая пехота                    | Оттава                           |
| Алконкинский полк                                     | Лёгкая пехота                    | Норт-Бей и Тимминс               |
| Гастингский и принца Эдуарда полк                     | Лёгкая пехота                    | Белвилл, Питерборо, Кобург       |
| 2-й батальон Ирландского полка Канады                 | Лёгкая пехота                    | Грейтер-Садбери                  |
| Кэмеронский хайлендский полк Оттавы                   | Лёгкая пехота                    | Оттава                           |
| Стормонтско-дундасско-гленгаррийский хайлендский полк | Лёгкая пехота                    | Корнуолл                         |
| Собственный принцессы Уэльской полк                   | Лёгкая пехота                    | Кингстон                         |
| 30-й артиллерийский полк                              | Артиллерия                       | Оттава                           |
| 42-й артиллерийский полк                              | Артиллерия                       | Пемброк                          |
| 1-й полк противовоздушной обороны                     | Войска ПВО                       | Пемброк                          |
| 33-й инженерный полк                                  | Инженерные войска                | Оттава                           |
| 33-й батальон связи                                   | Войска связи                     | Оттава                           |
| 33-й батальон тылового обеспечения                    | Тыловое обеспечение              | Оттава, Норт-Бей, Су-Сент-Мари   |

| Прочее                             | Прочее   |
| Название                           | Локация  |
| ---------------------------------- | -------- |
| 4-я группа МТО                     | Петавава |
| База канадских сил                 | Кингстон |
| Учебный центр 4-й дивизии          | Меафорд  |
| 2-й полк военной полиции           | Торонто  |
| 3-я патрульная группа рейнджеров   | Борден   |
| Церемониальная гвардия             | Оттава   |
| 2-я разведывательная рота (резерв) | Лондон   |